# 百萬富翁 (香港)
《百萬富翁》（英語：Who Wants to Be a Millionaire?），因贊助關係，稱為《Rejoice特約：百萬富翁》，是一個2001年起香港亞洲電視播放的綜藝節目。亞視向英國獨立電視台（ITV）《百萬富翁》購買版權，是由陳啟泰主持該節目。第一輯於2001年4月30日開始於亞視本港台，在逢星期一、三、五播出，2001年7月2日开始改为逢星期一至五播出，節目合共播放四輯。
2017年12月，亞洲電視數碼媒體以OTT平台繼續廣播，並宣佈將製作新一輯《百萬富翁2018》，是由陳志雲主持。

## 簡介
當時長期收視處於下風的亞洲電視，掌管藝員部和協助宣傳部的 陳圖安 拍版購入英國獨立電視台的《百萬富翁》電視遊戲節目版權 。亞洲電視遂於2001年大灑金錢製作《百萬富翁》節目，成功挽救收視，更最高峰以39點收視擊敗TVB的《香港小姐競選》節目，最終令TVB購買版權製作節目《一筆Out消》對撼，代表無綫的鄭裕玲臨危受命上戰場。亞視推出《百萬富翁》後收視連連報捷，更多次添食及製作多個特別版本。陳圖安 引薦陳啟泰擔任該節目主持，讓當時演藝事業較沉寂的陳啟泰亦憑此節目中翻身，接連接到多個訪問及工作。
節目合共播放四輯，第二輯於2002年7月22日播出；第三輯於2004年5月16日配合雅典奧運播出；第四輯於2005年1月8日播出。
2018年1月29日，亞洲電視數碼媒體正式啟播，《百萬富翁2018》隨即開始播出。

## 首四輯百萬富翁形式（陳啟泰時期）
亞視從全港招募參賽者，每個參賽日選出十位參賽者入選，並按照每名參加者花去的時間決定每參賽日有多少名參賽者出場。挑選參賽者出場的方式為《FedEx快而準》，參賽者將四個選擇按問題要求排序，回答正確當中的最快時間完成的參賽者即可出线进入正赛，同时每集节目第一位出线的选手还可获得额外奖品。
節目的金額形式如下:
- $1,000,000
- $500,000
- $250,000
- $150,000
- $80,000
- $60,000
- $40,000
- $30,000
- $20,000
- $10,000
- $8,000
- $4,000
- $3,000
- $2,000
- $1,000

其中兩條保險線為六萬元及八千元，越過保險線代表參賽者所獲得的最低金額。參賽者由$1,000問題開始答起，若答對則升級至下一關，若答錯則獲得保險線之金額（若低於第一條保險線則未能獲得獎金）。參賽者可以選擇在自己已挑戰完成的金額中拿取支票離開。
參賽者有三個錦囊，分別為
- 50 50 - 電腦隨機剔除兩個錯誤答案
- 打電話 - 由官方接通參賽者選擇的智囊團，電話有30秒通話時間（部分特別版則可以取代為問現場專家）
- 問現場觀眾 - 由全場現場觀眾選出答案，並列出觀眾選擇的百分比

整個遊戲過程中每個錦囊只能使用一次，但可以在同一條問題連續使用多個。

## 第五輯百萬富翁形式（陳志雲時期）
2018年版的百萬富翁與舊版相若，場景及兩個錦囊「50 50」及「問現場觀眾」與以往一樣，在個人版中另一錦囊「打電話問朋友」則改為向參賽者帶往現場支持的親友給予答案（將會透過內線電話聯絡，非前四輯給予五個電話選擇）；雙人版中的「打電話問朋友」參賽者可給予一至三個電話聯絡朋友給予答案。因應英國官方要求，首條保險線由8,000元降至6,000元。（根據亞視解釋，首四輯以8,000元作保險線原來是當年計算錯誤所致）
挑選參賽者出場的方式為《BALL Watch 快而準》，參賽者將四個選擇按問題要求排序，回答正確當中的最快時間完成的參賽者便可出場。
節目的金額形式如下:
- $1,000,000
- $500,000
- $250,000
- $150,000
- $80,000
- $60,000
- $40,000
- $30,000
- $20,000
- $10,000
- $6,000
- $4,000
- $3,000
- $2,000
- $1,000

## 特別版
以下為亞視為《百萬富翁》部份推出過的特別版：
- 《百萬富翁 2018 名人慈善版》
- 《名人慈善百萬Show》
- 《百萬富翁情侶夫妻特別版》
- 《百萬富翁—孖仔／孖女特別版》
- 《一個百萬富翁的誕生》（參賽者陳漢翔獲得一百萬後，亞視以此名字作為該集名字）
- 《少林足球百萬富翁慈善夜》
- 《百萬富翁演藝人之夜》
- 《百萬富翁六分鐘護一生慈善夜》
- 《百萬富翁六藝名人慈善SHOW》
- 《百萬富翁保良局名人慈善SHOW》
- 《百萬富翁-法內情2002慈善特別夜》
- 《百萬富翁除夕夜特別版》（參賽者為香港藍田家庭兼市民朱小姐[註 1]）
- 《終極群英奪百萬》（邀請第二輯中獲得獎金最高的49名的參賽者再參賽，當週獲得最多獎金的一位自動成為百萬富翁，最終由鄭德璋以80,000的成績勝出）

## 首四輯（陳啟泰時期）創下的紀錄
- 首位於香港版《萬富翁》贏取100萬港元的參賽者是任職廣告製片的陳漢翔。而令他贏得100萬元的問題是：

中國名勝「蝴蝶泉」位於哪一個地方？選擇有A.廣東、B.四川、C.雲南、D.新疆，正確答案是C（當時陳漢翔用了「50 50」錦囊把A和D去除掉）。該集為第一輯的第115集，在2001年11月2日以《一個百萬富翁的誕生》的名義播出。
- 首位在香港版《萬富翁》答錯100萬問題的參賽者是凌永權和凌淑玲兄妹。而令他們損失44萬港元的問題是：

九大行星中哪一個只有十六顆衛星？選擇有A.火星、B.土星、C.木星、D.天王星，由亞視所提供的正確答案是C，但兩人選擇回答B。當宣布答案時，兩人表情十分失望，而現場大部分觀眾亦替兩人可惜。（他們在第十題已用完所有錦囊，餘下的題目誤打誤撞，最後答錯亦無可厚非了。）該集為第一輯的第119集，在2001年11月9日《孖仔孖女版》播出。
- 用現場觀眾中，最多觀眾答錯的問題是：

俗語中的「金叵羅」其實是指什麼器具
A）酒盞 B）飯碗 C）酒瓶 D）花瓶
現場觀眾結果
A）酒盞 4% B）飯碗 88% C）酒瓶 4% D）花瓶4%
其後羅家英和顏福偉用「50 50」錦囊把C和D去除掉，而他們答B，但正確答案是A
這集在2001年7月15日《名人慈善百萬Show》播出。

### 獲得一百萬的參賽者
- 黃霑、馮寶寶 2001年7月15日 特別版本《名人慈善百萬SHOW》
- 令他們贏得100萬元的問題是：

新疆人也可以品嚐自己出產的大閘蟹，這些蟹是人工養殖在哪一個湖？選擇有A.柴窩堡湖、B.艾丁湖、C.羅布泊、D.天池，正確答案是A
- 周星馳、李敏 2001年8月21日 特別版本《少林足球百萬富翁慈善夜》
- 令他們贏得100萬元的問題是：

西方著名音樂家蕭邦死於哪種疾病？選擇有A.心臟病、B.肺結核病、C.腎衰竭、D.胃癌，正確答案是B
- 陳漢翔 2001年11月2日 第一輯第115集《一個百萬富翁的誕生》
- 令他贏得100萬元的問題是：

中國名勝蝴蝶泉在哪個地方？選擇有A.廣東、B.四川、C.雲南、D.新疆，陳漢翔使用了50/50，刪除了A和D，正確答案是C
- 鄭德璋 2003年2月7日  第二輯《終極群英奪百萬》

## 第五輯（陳志雲時期）創下的紀錄
- 獲得最高獎金參賽者是東華三院主席李鋈麟和朱慧敏，獲得250,000港元獎金，該集為第32集，在2018年3月13日播出，獎金全數作慈善用途。
- 令他們贏得25萬元的問題是：

哪位暴君下令全國13至20歲女子要準備成為他的女人？選擇有A.漢靈帝劉宏、B.隋煬帝楊廣、C.後趙君主石虎、D.金廢帝海陵王，正確答案是C
而在一般個人版中獲得最高獎金的參賽者是吳梓謙，獲得40,000元獎金，該集為30集，在2018年3月9日播出；而雙人版中則有三對參賽者獲得$60,000，分別為何沛聰、何永森（第41集，2018年3月26日，答錯第11題）；李浩暉、董秀笙（第46集，2018年4月2日，答錯第12題）；蔡敏聰、蔡漢平（第87集，2018年5月30日，答錯第13題）。
- 本輯中共有300個/組一般參賽者出線（個人參賽者共有115名，雙人參賽者共有185對），共有80個/組獲得$0（個人參賽者40位，雙人參賽者40對），佔27%。

- 首位答錯第一條（1,000港元）問題的參賽者是岑仲彬。而令他失去獎金的問題是：

「火龍果」是屬於哪一科植物的果實？選擇有A.仙人掌科、B.百合科、C.異裂果屬、D.楊柳科，由亞視所提供的正確答案是A，但岑仲彬選擇回答C。該集為第19集，在2018年2月22日播出。
- 個人版快而準最快出線的參賽者是卓曉東，他以1.96秒勝出。而令他勝出的問題是：

請將以下單字排成一組成語︰A.一、B.天、C.飛、D.沖，正確答案是A→C→D→B。該集為第26集，在2018年3月5日播出。
而雙人版快而準最快出線的參賽者是陳禮賢、葉子楊（朋友），他們以1.584秒勝出。而令他們勝出的問題是：
請由早至晚排列以下時間：A.上午1時、B.上午11時、C.下午1時、D.下午11時，正確答案是A→B→C→D。該集為第85集，在2018年5月28日播出。
- 快而準最慢出線的參賽者是楊梓楓，他以12.087秒勝出。而令他勝出的問題是：

請由小至大排列以下國家的面積︰A.摩納哥、B.印度、C.巴西、D.美國，正確答案是A→B→C→D。該問題只有楊梓楓一位參賽者答對，為本輯首位快而準問題之中唯一一位答對的參賽者，該集為第29集，在2018年3月8日播出。
- 最多參賽者獲得$0獎金為第20集，在2018年2月23日播出，該集共有5位參賽者獲得$0獎金。

- 一般個人版參賽者版本中，全集送出獎金最多為2018年2月20日第17集（共$54,000），最少則為2018年2月19日第16集（共$10,000）。而雙人版全集送出最高獎金為2018年3月26日第41集（共$80,000），最少則為2018年4月16日第56集（共$6,000）。

- 首位於第一條（1,000港元）問題連續使用兩個錦囊的參賽者是黃汝威，而他回答第一條問題是︰

「張家界」是中國第幾個國家森林公園呢？選擇有A.第一個、B.第二個、C.第七個、D.第八個，黃汝威先使用「問現場觀眾」錦囊，選擇A現場觀眾佔49%，選擇D現場觀眾佔35%，選擇B和C現場觀眾只佔少數，其後黃汝威再使用「50 50」錦囊，將C和D刪去，黃汝威選擇A並答對該問題。該集為第21集，在2018年2月26日播出。
- 首位參賽者同一條題目同時使用三個錦囊的是黃子逸（2018年3月21日，第38集），該題為$4,000題目︰

根據《新安縣志》，以前的「天岡墟」即是現時哪個地方？A. 元朗墟、B. 大埔墟、C. 屯門墟、D. 石湖墟，他先使用50:50，餘下答案C及D；再使用打電話問朋友問歐陽小姐，得出答案為D，但他堅信答案為C；最後使用問現場觀眾，選擇C的現場觀眾有24%，D的有76%，最後他選擇D，成功答對題目。
- 領取支票最低獎金的參賽者是黃汝威，獲得2,000港元獎金，該集為第21集，在2018年2月26日播出。

- 首條使用「問現場觀眾」（亦為本輯唯一一題）錦囊準確度達到100%的問題是：

以下哪一種不是茶的分類之一？選擇有A.綠茶、B.白茶、C.紅茶、D.藍茶，100%觀場觀眾認為是D，參賽者梁鍵恆相信現場觀眾，正確答案亦是D，該問題是1,000港元獎金的題目，該集為第22集，在2018年2月27日播出。
- 使用「問現場觀眾」錦囊準確度最低只有5%，該問題是：

以下那一條街道，不是以歷任港督的名字來命名？選擇有A.爹核士街、B.寶靈街、C.柯士甸道、D.司徒拔道，選擇A現場觀眾佔40%，選擇B佔50%，選擇C佔5%，選擇D佔5%，參賽者李學祺、李航生並不相信現場觀眾，並使用50:50後剩餘C及D，他們答出正確答案C。該問題是4,000港元獎金的題目，該集為第67集，在2018年5月1日播出。

## 軼事

### 媒體暴力
尖沙咀警員槍擊案兇手徐步高曾經於2001年10月（干犯荃灣石圍角邨槍擊案後半年）帶同其妻子參與《百萬富翁》，最後贏得$60000獎金，當時徐步高表示會將所有獎金用作慈善用途（但兩個月後干犯荃灣麗城花園恒生銀行劫殺案）。但其後尖沙咀警員槍擊案的發生後亞洲電視為此製作了《徐步高事件實錄》，當中包含了徐氏夫婦參與《百萬富翁》的部分片段，結果遭受徐妻反對外，廣播事務管理局共接獲602宗投訴，指亞視播放該節目的做法不顧徐家感受、令人不安、不宜於合家歡時段播出、影響警方調查構成不公，以及節目對徐步高造成人身攻擊等。

### 主持人安排
2016年3月，陳啟泰出席鳳凰衛視節目《港人自講》訪問，整個訪問與《百萬富翁》有關。
當中陳啟泰提到當年《百萬富翁》第一季播放時，盛傳陳啟泰離職，有高層找其他藝人試鏡，因為擔心陳啟泰走紅然後離開亞視，令《百萬富翁》頓成真空。陳啟泰找封小平提上述事宜，說如果有不足的地方請向他提點，不要背後找其他藝人試鏡。封小平說不會這樣做，然後事情得以解決。

### 節目細節
2017年12月，陳啟泰出席奇妙電視節目《哪些年娛樂巴巴閉》訪問，整個節目環繞著遊戲節目。
當中陳啟泰進一步提到英國對節目的音樂和燈光等安排要求相當嚴格，亦指出有人想問他知道賽果。

### 流行文化
2001年的參賽藝人陳芷菁回答了一條題目：「以下那部不是莎士比亞四大悲劇之一？」，她當時自信滿滿答題，而主持人陳啟泰亦有叫她三思，可是她就說：「我讀Drama㗎！」（我讀戲劇的）、「啱㗎啦，拍定手先啦！」（肯定是對的了，我們先擊掌吧），之後與拍擋鄧光榮擊掌表示「肯定贏」。最後誰知道答案其實是錯的，她也一臉錯愕，這件事情打入了「娛樂圈十大糗事」的排行榜中，不少網民表示實在太尷尬。至2020年，她在網上節目中解畫，指有部分是節目效果。此外，她稱當時不認識另外3個答案所表示的戲劇，同時又覺得《羅密歐與茱麗葉》的劇情十分悲慘，所以便選定了《羅密歐與茱麗葉》。另外，主持人陳啟泰則表示節目其實想做到喜劇效果，而且節目監製又不想每個嘉賓都能成功拿走很多錢，所以便沒有給太多提示予陳芷菁等人，好讓他們更容易出局（從而製造令黃霑馮寶寶成為終極勝利者完滿結束節目的效果）。因此陳啟泰對陳芷菁等人表示十分抱歉。
教師作家徐鎮邦曾就「百萬富翁」熱潮寫過一個短篇故事，主人翁老張自小已不愛閱讀，認為「讀書是沒有用處的」。有一天，他卻一反常態，到處問人借書看，甚至成為無所不知的「萬事通」，但在幾星期後，他卻又故態復萌，原來，他突然之間的勤奮好學只是為了參加「百萬富翁」，由此可見，傳媒的影響力可見一斑。

## 相關研究文獻
- 馮應謙《全球電視模式本地化：談〈百萬富翁〉對本港電視台的衝擊》（收錄於《傳媒透視》2001年８月期，香港電台出版）[11]

## 備註
1. ↑  该集成為《百萬富翁》創辦以來唯一一次有主持人對著電視熒幕的參賽者（家庭觀眾）玩百萬富翁的一集，參賽者為香港藍田家庭一家十二口，他們在第11題已用完錦囊，在答錯第12條15萬問題是：臭氣於氣態時呈什麼顏色？選擇有A.淺紅色、B.淺黃色、C.黑色、D.淺藍色，正確答案是D（但有人選擇誤答B），結果僅得到60000元
2. ↑  實際上此條100萬問題出錯。因為根據香港太空館網站的資料，於出題當時，木星已被發現的衛星數目是28顆，而出題當時木星其實是有16顆已獲得命名的衛星。